# Эсмань (посёлок, Эсманьская поселковая община)
Эсмань (укр. Есмань, с 1957 до 2016 года Червоное) — посёлок Шосткинского района Сумской области Украины. Орган местного самоуправления — Эсманьская поселковая община, центром которой и является Эсмань, и в которую, кроме того, входят сёла Калиновка и Лужки.

## Географическое положение
Посёлок городского типа Эсмань находится на берегу реки Эсмань, выше по течению примыкает село Лужки, ниже по течению примыкает село Вознесенское. Посёлок вытянут вдоль реки на 9 км.

## История
Впервые поселение упоминается в царской грамоте 1615 года, как сельцо Есман Новгород-Северского уезда, подаренное Расстригой (Лжедмитрием I) Молченскому монастырю.
В 1618 году согласно Деулинскому перемирию оно отошло к Речи Посполитой и принадлежало польскому шляхтичу А. Огницкому. Позже вошло в Глуховскую сотню.
После ликвидации полкового устройства, в 1782 году село стало центром Эсманской волости в составе Глуховского уезда Новгород-Северского наместничества (с 1795 года — в составе Малороссийской губернии, с 1802 года — в составе Черниговской губернии).
В 1859 году в селе насчитывалось 223 двора, проживало 1805 человек, действовали православная церковь и почтовая станция.
В 1869 году в селе была открыта начальная школа.
В 1918 году на базе Эсманской и Улановской волостей был образован Эсманский район Новгород-Северского округа Черниговской губернии с центром в Эсмани.
В 1921 году в селе была открыта вторая школа и медамбулатория.
В 1925 году, после ликвидации Черниговской губернии вместе с Новгород-Северским округом, Эсманский район вошел в новообразованный Глуховский округ. В 1925 году в селе действовали 10 мельниц, крупорушка, 10 кузниц, 2 кирпичных завода и медамбулатория (в которой работали 2 врача и 3 фельдшера). Ещё через три года в Эсмани начали работать райпромкомбинат и новообразованная конно-тягловая станция. В 1929 году здесь был образован СОЗ «Рабочий и крестьянин».
В 1930 году при укрупнении районов территория Эсманского района была присоединена к Глуховскому району, но в 1935 году, за счёт разукрупнения, образовался Червоненский район с центром в селе Эсмань.
В начале 1935 здесь была создана Эсманская МТС, в 1936 году — организован консультационный пункт Глуховского института, в 1938 году — построены районная больница, двухэтажная школа и введена в строй электростанция.
В ходе Великой Отечественной войны 29 сентября 1941 года село было оккупировано наступавшими немецкими войсками.
В 1941 году оказавшимися в окружении бойцами и командирами РККА здесь был организован второй партизанский отряд под командованием старшего лейтенанта Иванова Леонида Яковлевича. 22 декабря 1941 года небольшие отряды объединились в один, который стал называться партизанским отрядом Червонянского района.
31 августа 1943 года подразделениями 9-го танкового корпуса под командованием генерал-майора Г. С. Рудченко было освобождено Эсмань от немецкой оккупации.
В ходе боевых действий и немецкой оккупации Эсмани был нанесён большой ущерб, были разрушены ряд административных зданий и все помещения культурно-образовательных учреждений, полностью уничтожены хозяйства всех сельскохозяйственных артелей, вывезен скот, разграблена МТС, разрушена электростанция.
После войны хозяйство села было быстро восстановлено, позже здесь были построены сахарный и спиртовой заводы, животноводческая ферма (свинотоварная ферма). В 1946 г. Указом Президиума ВС УССР село Эсмань переименовано в Лужки.
В 1958 году село Лужки — районный центр Червоного района Сумской области — переименовано в село Червоное.
В 1962 году Червоненский район был ликвидирован, а село вошло в состав Глуховского района Сумской области.
В 1968 году Червоное стало посёлком городского типа.
В 1985 году здесь действовали производственное отделение Глуховской райсельхозтехники, комплекс по производству свинины, общеобразовательная школа, больница, поликлиника, клуб и 2 библиотеки.
4 февраля 2016 года посёлку возвращено название Эсмань.
19 июля 2020 года, в ходе административно-территориальной реформы на Украине, Глуховский район был ликвидирован, а посёлок вошёл в состав Шосткинского района Сумской области.

### Население

Диаграмма динамики численности населения Червоного

По состоянию на 1885 год в бывшем государственном и собственническом селе Эсманской волости Глуховского уезда Черниговской губернии, проживал 1951 человек, насчитывалось 303 дворовых хозяйств, существовала православная церковь, школа, почтовая станция, 2 постоялых двора, постоялый дом, 9 ветряных мельниц, 2 крупорушки.
По переписи 1897 года количество жителей составляло 2 326, из которых 2293 — православной веры.
| 1859  | 1885  | 1897  | 1959  | 1985     | 1989  | 2001  | 2009  | 2011  | 2012  | 2025 |
| ----- | ----- | ----- | ----- | -------- | ----- | ----- | ----- | ----- | ----- | ---- |
| 1 805 | 1 951 | 2 326 | 2 793 | 2,4 тыс. | 2 366 | 1 882 | 1 605 | 1 569 | 1 544 | 380  |
|       | ▲     | ▲     | ▲     | ▼        | ▼     | ▼     | ▼     | ▼     | ▼     | ▼    |

## Экономика
В посёлке действуют только хлебопекарня и ООО «Червоновское ремонтно-транспортное предприятие». В 3 км от Червоного работает асфальтовый завод и зерновой элеватор, общей расчётной мощностью оборудования 30000 тонн.

## Объекты социальной сферы

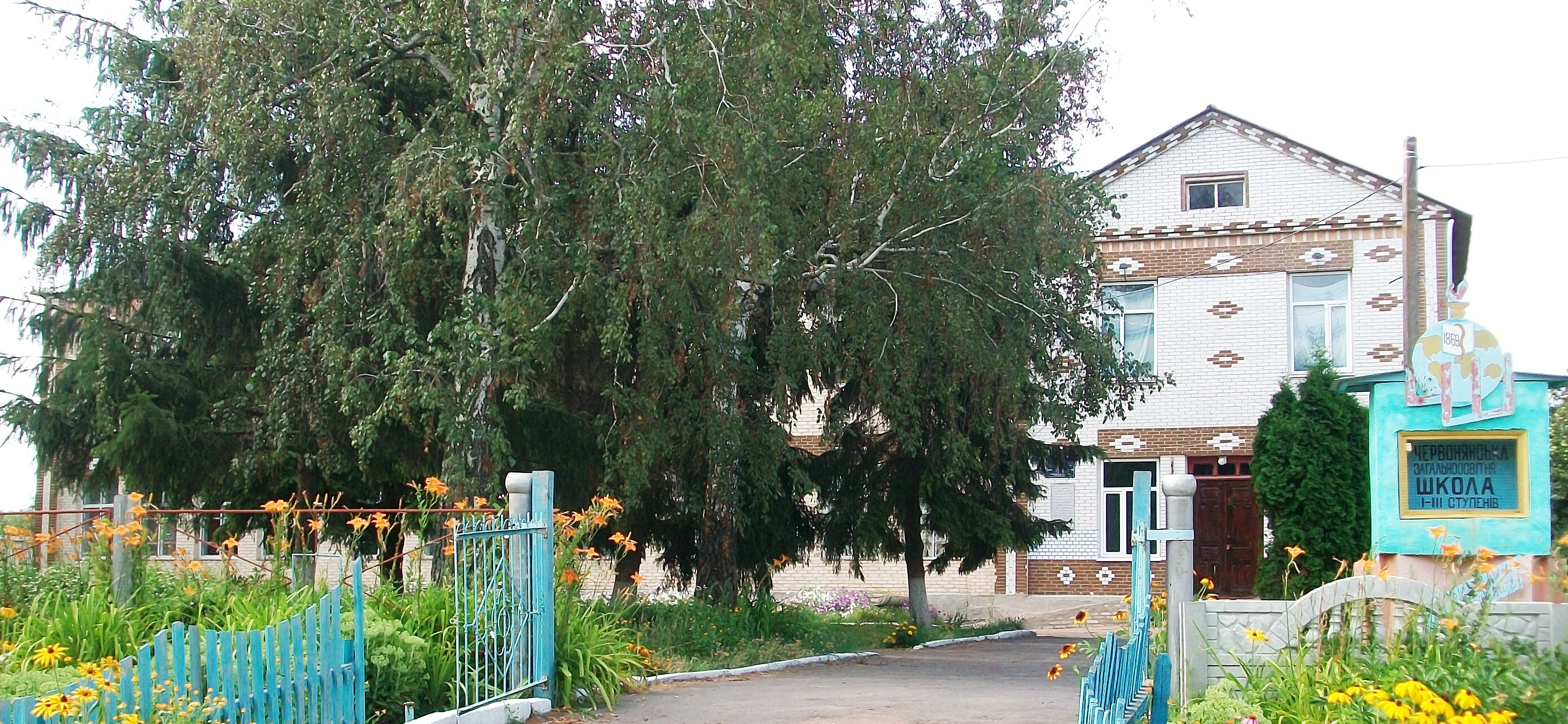
Червонянская общеобразовательная школа I—III ступеней

Занятия в средней школе возобновились в октябре 1943 года.
С того времени, как Червоное стало посёлком городского типа в нём было построено около 20 административных и общественных зданий: средняя школа, больница, детсад, кафе, универмаг и прочее.

## Достопримечательности
Вблизи посёлка обнаружено городище северян (VIII-X веков).
В Эсмани установлены памятник советским воинам, погибшим в боях за освобождение посёлка от гитлеровцев, памятник односельчанам, павшим в годы войны и памятник жертвам фашизма.

## Известные люди
В селе родился украинский историк, общественный и политический деятель, член ОУП Н. П. Василенко.
Эсмань несколько раз посещал Т. Г. Шевченко, о чём он вспоминал в своей повести «Капитанша».
Летом 1733 года, путешествуя из Москвы на учёбу в Киевскую академию, М. В. Ломоносов останавливался в селе.